# Glandieu
Glandieu é uma aldeia no departamento de Ain da região de Auvérnia-Ródano-Alpes. É dividido no meio pelo Gland, um afluente do Ródano, que forma a cachoeira de Glandieu nas proximidades; a parte norte da aldeia faz parte do município de Groslée-Saint-Benoît, a parte sul do município de Brégnier-Cordon.
Além da cachoeira, Glandieu também é conhecido por sua gruta e seu lago.

## Outras imagens

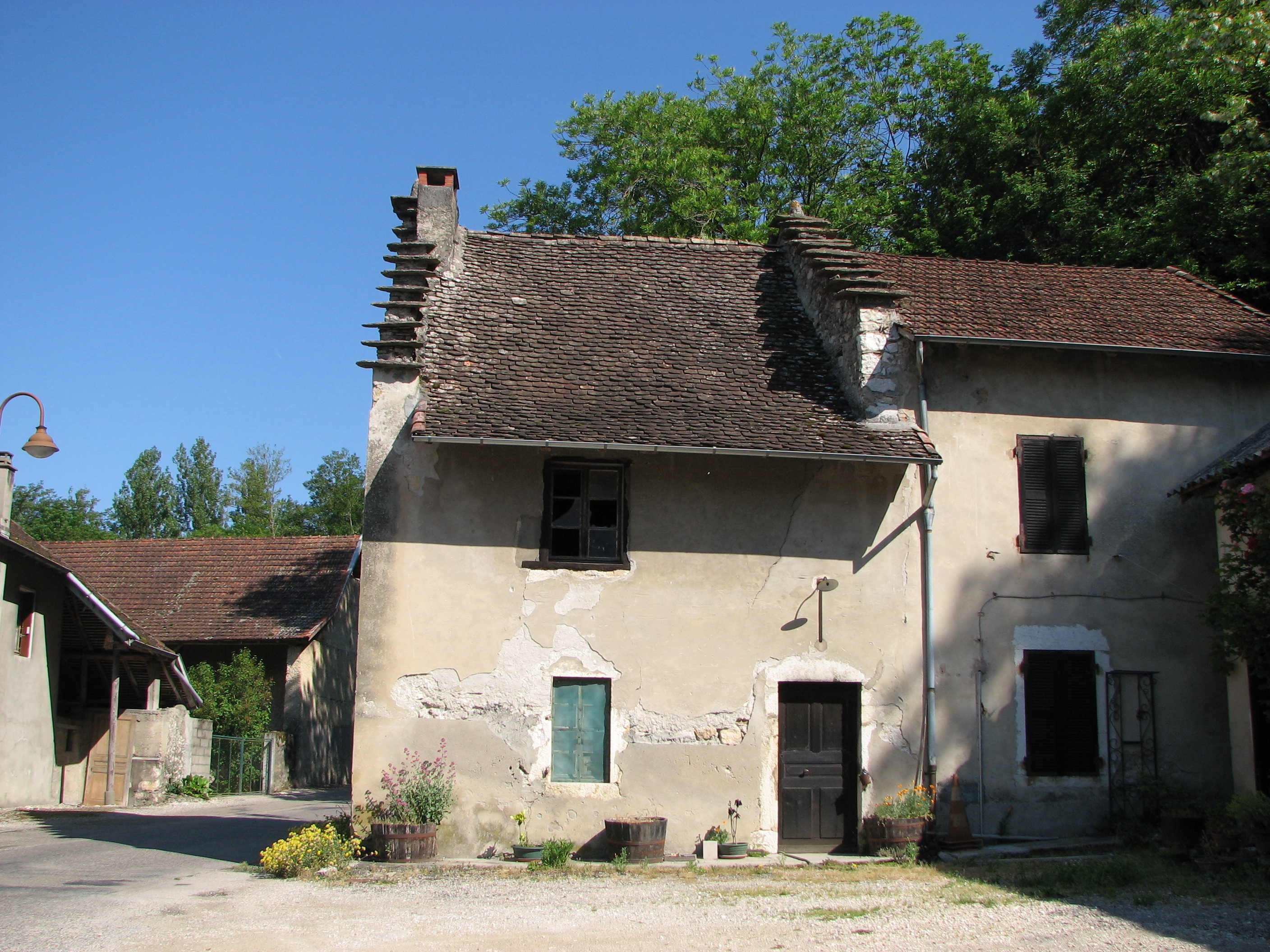
Uma casa da aldeia
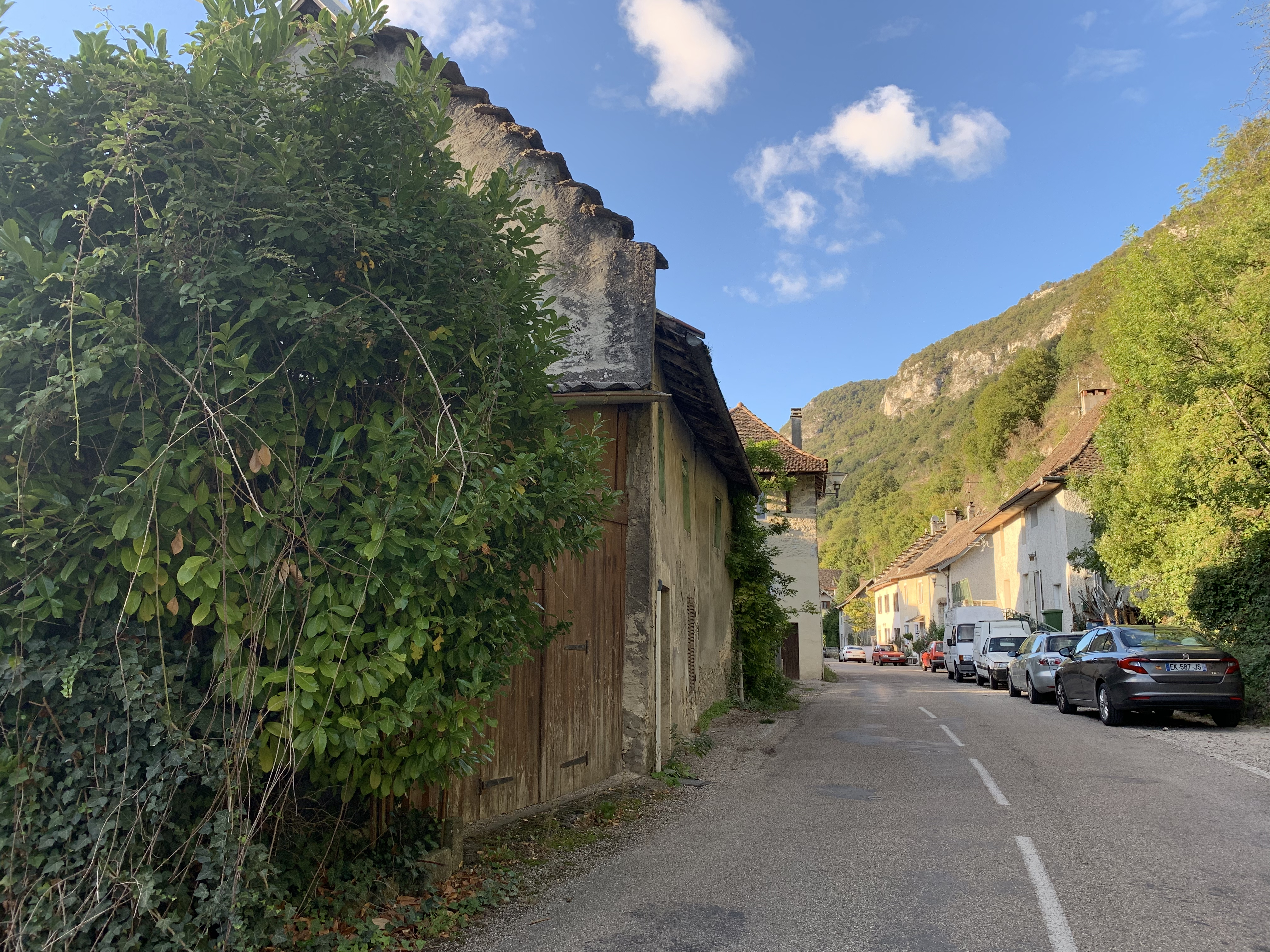
A rua principal